# NGC 4151
NGC 4151 هي مجرة حلزونية متوسطة زايفرت مع ضعف هيكل الحلقة الداخلية تبعد 19 مليون فرسخ فلكي (62 مليون سنة ضوئية) من الأرض تقع في كوكبة السلوقيان. وقد ذكرت لأول مرة من قبل ويليام هيرشيل في 17 مارس 1787؛ وهي إحدى مجرات زايفرت الموصوفة في الورقة التي عرفت المصطلح. وهي واحدة من أقرب المجرات إلى الأرض لاحتوائها ثقب أسود فائق بقوة. تم التكهن بأن النواة قد تستضيف ثقب أسود ثنائي، مع حوالي 40 مليون و 10 ملايين كتلة شمسية على التوالي، تدور حول 8-15 سنة. بيد أن هذا لا يزال مسألة نقاش نشط.
بعض علماء الفلك لقبها «عين سورون» من مظهره.

NGC 4151.

## مصدر الأشعة السينية
من الواضح أن انبعاثات الأشعة السينية من NGC 4151 اكتشفت لأول مرة في 24 ديسمبر 1970 من تلسكوب الأشعة السينية Uhuru، على الرغم من أن الملاحظة امتدت إلى خطأ يبلغ 0.56 درجة مربعة وهناك بعض الجدل حول ما إذا كان Uhuru قد لم تكتشفها بل اكتشفت BL Lacertae object 1E 1207.9 +3945، الذي هو داخل مربع الخطأ الخاص بهم - في وقت لاحق HEAO-1 كشف عن مصدر الأشعة السينية من NGC 4151 في 1H 1210 + 393، حيث تتزامن مع الموقف البصري للنواة وخارج صندوق الخطأ.
لشرح انبعاث الأشعة السينية تم اقتراح إمكانيتين مختلفتين:
- الإشعاع من المواد التي تقع على الثقب الأسود المركزي (الذي كان ينمو بسرعة أكبر بكثير قبل حوالي 25,000 سنة) مشرقا جدا لأنه يجرد الإلكترونات بعيدا عن الذرات في الغاز، ثم الإلكترونات مع هذه الذرات المتأينة.
- الطاقة الصادرة عن المواد التي تتدفق إلى الثقب الأسود في قرص مزود خلقت تدفق قوي من الغاز من سطح القرص، الذي يسخن الغاز في طريقها إلى الأشعة السينية التي ينبعث منها درجات الحرارة.

## وصلات خارجية
- NGC 4151 على موقع ويكي سكاي: DSS2, SDSS, GALEX, IRAS, Hydrogen α, X-Ray, Astrophoto, Sky Map, Articles and images